# Lien Thys
Lien Thys (Turnhout, 10 mei 1993) is een Vlaamse actrice.

## Biografie
Thys studeerde acteren aan het RITCS. Ze speelde met het gezelschap LAZARUS in Camus en Stukken Van Mensen. Ook speelde ze in Bangerik van Abattoir Fermé en Ondine van Het Nationale Theater. Ze maakte samen met Tim Bogaerts eigen werk als Na de repetitie en Body is stretched, holding one breath. Met Na de repetitie werden ze geselecteerd in de selectie nieuw jong op Het Theaterfestival. Ook in het theater speelde Thys in Feed me please van Theater Antigone, in Apenverdriet met Tania Van der Sanden. In 2023 speelde ze de première van Opening Night van DE HOE op Theater aan Zee.
Op televisie vertolkte Thys de rol van Chantal in de reeks 1985.
In het voorjaar van 2025 was Lien Thys te zien in komedie Stilte aub! waarin ze het podium deelde met onder meer Jonas Van Geel, Nathalie Meskens en Stany Crets.

## Filmografie

### Films
- Stacey and the Alien (2016), korte film

### Televisie
- 1985 (2023), serie - als Chantal